# Aragvi
Aragvi (georgiska: არაგვი) är en 112 kilometer lång flod som flyter genom Georgien. Längs floden ligger ett större vattenkraftverk som producerar mycket av den elektricitet som används i landet. Byggandet av denna dam bildade år 1986 den stora Zjinvalireservoaren. Några mil nedanför dammen möter Aragvi floden Mtkvari (Kura) i staden Mtscheta.

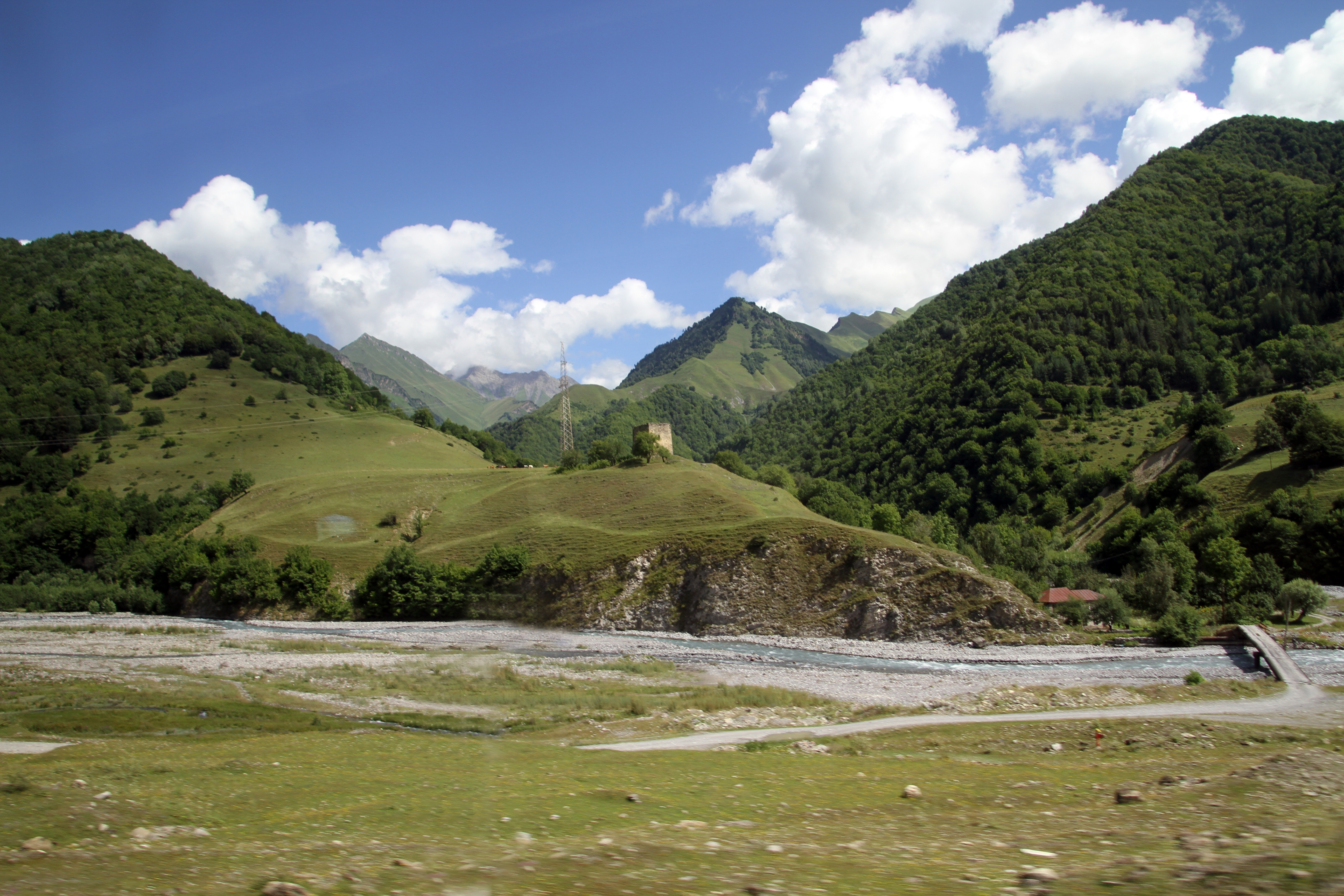
Övre delarna av Aragvi.